# ManagerZone
ManagerZone (MZ) est un  jeu en ligne massivement multijoueur (MMOG) par navigateur web de management sportif. Il est développé à Linköping en Suède par Power Challenge AB (anciennement ManagerZone AB), également éditeur de Power Soccer.

## Historique
Le jeu est ouvert au public le 6 septembre 2001, et la première saison commence le 23 septembre 2001. Dès lors il offre la possibilité de gérer un club professionnel de football. Peu après, en 2003, il est possible de gérer un club de hockey sur glace, un club de football ou les deux. Initialement un jeu à l'inscription payante, ManagerZone est devenu entièrement gratuit avec options payantes qui n'influent pas sur le jeu (aides à la gestion, décorations). Cent nationalités sportives différentes sont jouables, chacune avec ses propres championnats. Les pays et territoires d'outre-mer non représentés sont réunis dans une centième nation fictive nommée Pays MZ, également jouable. En février 2011, plus de 500 000 utilisateurs sont enregistrés (les comptes inactifs ne sont plus comptés au bout de 70 jours d'inactivité).

## Concept du jeu
Tous les utilisateurs gèrent totalement un club professionnel virtuel de football et/ou de hockey sur glace. Les différents aspects gérables sont la tactique, l'entrainement, les camps d'entrainement, l'effectif (transferts), le centre de formation, le stade, le calendrier (matchs amicaux), en plus de la participation au championnat dans une arborescence de divisions (promotions et relégations incluses). Une idée-forte de ManagerZone qui favorise le suivi quotidien de son équipe est la gestion de la forme, chaque joueur de l'effectif devant jouer six matchs par semaine pour être en forme optimale et être performant en match. En effet, la forme influe de manière importante sur la performance de chaque joueur. Bien que l'inscription soit gratuite et facile, il est rigoureusement interdit d'avoir plusieurs comptes et donc plus d'une équipe par personne (une dans chaque sport), autrement tous les comptes concernés sont fermés sans préavis.  Les joueurs sont générés par un système de gestion de bases de données et sont purement fictifs.

### Matches en 3D
ManagerZone permet à tous de visualiser tous les matchs en trois dimensions, ce qui est une spécificité quasiment unique en jeu par navigateur.

### Saisons et arborescence des divisions
Une saison dure un trimestre (13 semaines), ce qui fait 4 saisons par an. Le jeu en est donc en 2012 à sa 42e saison. Chaque division comporte 12 équipes et deux matchs de championnat par semaine. La 13e et dernière semaine de chaque saison, dans chaque division le champion est promu (sauf pour la division la plus haute), les trois derniers sont relégués, les 2èmes et 3èmes d'une division inférieure disputent contre les 8èmes et 9èmes de la division supérieure trois matchs de barrage pour déterminer leur division la saison suivante. Les équipes inactives sont reléguées en bas de l'arborescence quel que soit leur classement, afin de libérer de la place. Les nouveaux utilisateurs commencent également en bas de l'arborescence mais leur promotion dans une division comportant d'autres utilisateurs actifs est prioritaire sur les équipes inactives et les bots qui seraient éventuellement mieux classées. Chaque nouvel utilisateur commence dans les mêmes conditions, quels que soient l'équipe qu'il l'ait précédé (recyclage des données) et son pays (même conditions pour tous), avec la réserve que plus le pays est petit, moins il y a de divisions dans l'aborescence.

## Communauté

### Communications
ManagerZone contient de nombreux outils de communication, forums, courrier électronique (pour les utilisateurs inscrits avant juillet 2008) et livres-d'or.  Comme dans la plupart des jeux en ligne, une hiérarchie d'assistants est constituée parmi les utilisateurs, ils  administrent et modèrent le jeu et les outils de communication (sauf le courrier électronique, qui est inviolable). Ainsi le jeu est entièrement traduit dans de très nombreuses langues et dispose d'un support local. Des salariés sont responsables des aspects plus complexes et des questions de paiement. Au fil des ans, plusieurs assistants sont devenus salariés et ont déménagé en Suède. Une spécificité de ManagerZone est que dans chaque version linguistique du jeu, appelée communauté, des utilisateurs sont assistants reporter, rédigent éditent et publient aussi souvent que possible des magazines appelés The Zone visibles dans le jeu par tous les utilisateurs de la communauté.

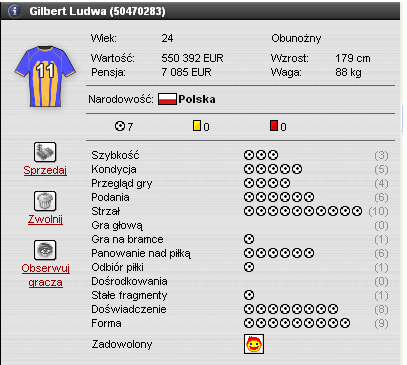
Capture d'écran d'un attaquant central (football) ayant 10 sur 10 en tir dans la version polonaise de ManagerZone

### Équipes nationales
Les équipes nationales sont entièrement fonctionnelles dans le jeu. Tous les semestres (deux saisons donc) un sélectionneur national est élu par les utilisateurs dans chacun des cents pays (nationalité sportive) du jeu. Il ou elle gère alors l'équipe nationale et l'équipe nationale U21 en plus de la sienne et est libre de sélectionner n'importe quel joueur du jeu ayant la nationalité et d'organiser des matchs amicaux. Inspirées de la vie réelle, chaque année quatre coupes d'équipes nationales sont organisées: continentales et mondiales, en sénior et U21, ce qui fait un grand rendez-vous par saison. Plusieurs fois mais pas systématiquement, des pays hôtes ont été choisis et des évènements organisés, des employés de Power Challenge et de nombreux utilisateurs se déplaçant pour des rencontres et des retransmissions en direct.

### Coupes
Il y a aussi des nombreuses coupes de clubs, ayant le plus souvent une inscription payante. Parmi elles on trouve l'équivalent des ligues des champions et coupes continentales, les coupes selon la date d'inscription au jeu, etc. De plus certaines coupes sont parrainées par des marques et des prix sont à gagner. Depuis 2010, chaque coupe officielle est accompagnée d'une version U21 ou U18. De plus chaque utilisateur pour créer ses propres coupes et championnats amicaux.

## Contenu payant
Bien qu'à l'origine l'inscription était payante, ManagerZone est désormais entièrement gratuit pour tous. Par principe, aucune option payante de donne un avantage sensible, contrairement à de nombreux autres jeux en ligne où il est nécessaire de payer pour pouvoir gagner quoi que ce soit. Par exemple, devenir membre du club (pour 3 à 5 euros par mois selon le pays) permet de s'inscrire gratuitement à toutes les coupes officielles (deux par semaine sont garanties), ainsi que de nombreuses autres options. Par exemple un membre du club peut définir des tactiques supplémentaires, exporter et importer en xml ses tactiques, avoir un moniteur des transferts...
De plus, de nombreuses personnalisations de joueurs visibles en 3D peuvent être achetées définitivement.

## Notoriété
Le jeu a suscité une certaine popularité, qui a engendré plusieurs sites externes allant des guides de jeu aux forums externes, en passant par des statistiques, des outils pour optimiser ses tactiques et montrer ses joueurs,.
Des logiciels externes d'aide à la gestion de l'entraînement et des tactiques ont même été créés: MZ Manager puis MZ Assistant.
ManagerZone soutient traditionnellement chaque fin d'année des œuvres de charité, principalement par des coupes spéciales dont les frais d'inscription sont reversés et par des appels aux dons. Ce fut le cas pour soutenir les victimes du Tsunami de 2004, pour Médecins sans frontières, pour une œuvre de charité choisie par Djalma Santos puis pour l'UNICEF.
En mars 2004, ManagerZone est récompensé par le Multiplayer Online Games Directory Game Of The Month